# Tennant (Iowa)
Tennant és una població dels Estats Units a l'estat d'Iowa. Segons el cens del 2000 tenia 73 habitants.

## Demografia
Segons el cens del 2000, Tennant tenia 78 habitants, 34 habitatges, i 24 famílies. La densitat de població era de 39,7 habitants/km².
Dels 34 habitatges en un 15,6% hi vivien nens de menys de 18 anys, en un 68,8% hi vivien parelles casades, en un 3,1% dones solteres, i en un 25% no eren unitats familiars. En el 21,9% dels habitatges hi vivien persones soles el 6,3% de les quals corresponia a persones de 65 anys o més que vivien soles. El nombre mitjà de persones vivint en cada habitatge era de 2,28 i el nombre mitjà de persones que vivien en cada família era de 2,67.
Per edats la població es repartia de la següent manera: un 13,7% tenia menys de 18 anys, un 4,1% entre 18 i 24, un 26% entre 25 i 44, un 26% de 45 a 60 i un 30,1% 65 anys o més.
L'edat mediana era de 48 anys. Per cada 100 dones de 18 o més anys hi havia 96,9 homes.
Cap de les famílies i l'1,7% de la població estaven per davall del llindar de pobresa.

## Poblacions més properes
El següent diagrama mostra les poblacions més properes.